# Manometru

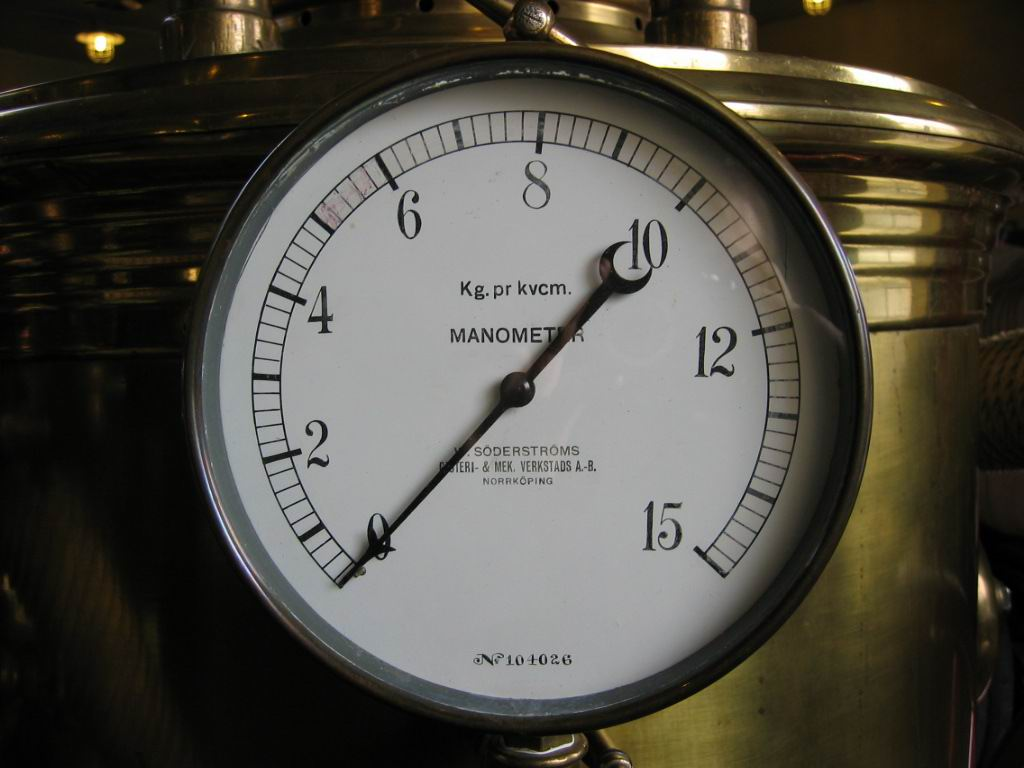
Manometru

Manometrul este un instrument de măsură folosit pentru măsurarea presiunilor absolute sau a suprapresiunilor fizice (în raport cu presiunea atmosferică) din spații închise (recipiente, cazane, instalații industriale alimentare/chimice/petroliere etc.).

## Măsurare directă și indirectă
Manometrele cu lichid pot constructiv măsura presiunea pe doua căi și deci ele se împart în două mari clase:
- Manometre cu măsurare directă a presiunii, adică a forței pe unitate de suprafață
- Manometre cu măsurare indirectă a presiunii, folosind pentru asta efecte secundare (lăturalnice) ale presiunilor fizice.

## Manometre cu măsurare directă
Aceste manometre se folosesc (constructiv) pentru măsurarea efectului direct al forței de presiune asupra unor dispozitive mecanice adecvate. Fiecare măsurare mecanică de presiune produce în respectivul dispozitiv o deformare proporțională cu valoare presiunii. Deformațiile dispozitivului mecanic pot fi transmise mai departe în diverse moduri și transformate în indicații citibile. Aceste tehnice procedee de transmitere pot fi:
- mecanice
- inductive
- cu benzi tensiometrice (de întindere)
- capacitive (electric)
- piezorezistive

## Manometre cu măsurare indirectă
Manometrele cu măsurare indirectă a presiunii se folosesc constructiv de efecte fizice secundare ale presiunii exercitate, care teoretic sunt fundamentate pe influența presiunii asupra densității ("vâscozității") unui gaz. Astfel de efecte fizice secundare ale presiunii sunt:
- Transmisia (transportul) de căldură printr-un gaz
- Ionizarea
- Compresia unei cantități de gaz până la un volum stabilit (definit)
- Frecarea unui corp situat în gaz, care este variabilă datorită influenței presiunii asupra densității gazului.

## Presiuni mici
Există pentru domeniul presiunilor mici, manometre cu lichid - apă, alcool, mercur - ce au forma literei „U”, care pot avea ambele brațe deschise sau numai unul. Cele cu ambele brațe deschise se folosesc pentru presiuni (suprapresiuni) de până la 1 atmosferă, cele cu un braț închis pentru măsurarea de presiuni absolute în spații cu aer rarefiat. Tot cu un U-manometru, ce are legături (conducte, tuburi) la ambele brațe, se poate măsura presiunea diferențială dintre două locuri (diferite ca poziție) ale unui spațiu închis, instalații chimice etc. 

## Manometre mecanice
Manometrele „normale”, cu ac indicator pot fi construite (intern) în mai multe variante.
- cu burduf (metalic, cilindric) flexibil,
- cu tub arc-formic flexibil (tip Bourdon),
- cu membrană flexibilă.

## Presiuni foarte mari
Pentru domeniul de presiuni foarte înalte (10.000÷20.000 atm), sunt folosite manometre cu rezistență (electrică), unde presiunea de măsurat modifică rezistența unui fir subțire de manganină (mat. constant la variații de temperatură). Acolo unde variațiile de presiune au o frecvență mare, fiind foarte rapide, sunt utilizate manometre construite cu cristal piezoelectric.
Tehnica măsurarii presiunilor din incinte cu lichide și gaze este un domeniu al metrologiei, ce poartă denumirea de manometrie. Unele tipuri de manometre sunt cunoscute și sub numele de barometre. 